# Bell 427
Der Hubschraubertyp Bell 427 ist eine vom Hersteller Bell Helicopter entwickelte, etwas längere Ableitung der Bell 407. Bei der Bell 427 handelt es sich um einen von zwei Turbinen angetriebenen Mehrzweckhubschrauber mit Vierblatt-Hauptrotor und Zweiblatt-Heckrotor. Die Bell 427 wird mit Kufenlandegestell geliefert und ist für den Transport von bis zu acht Personen in 2+3+3 Konfiguration ausgelegt. Der Antrieb wird durch ein FADEC gesteuert.

## Geschichte
Bell versuchte schon früher eine zweimotorige Variante der erfolgreichen Bell 206 auf den Markt zu bringen. Aber erst die im Februar 1996 vorgestellte und neu konstruierte Bell 427 konnte sich durchsetzen. Der Bell 427 hatte seinen Erstflug am 11. Dezember 1997. Die Zulassung durch die FAA erfolgte im Mai 2000. Sie soll auf längere Sicht durch die Bell 429 ersetzt werden.

## Technische Daten
| Kenngröße                | Daten                                                         |
| ------------------------ | ------------------------------------------------------------- |
| Länge (inkl. Hauptrotor) | 10,94 m                                                       |
| Hauptrotordurchmesser    | 11,28 m                                                       |
| Höhe                     | 3,49 m                                                        |
| Leergewicht              | 1.743 kg                                                      |
| Maximales Abfluggewicht  | 2.880 kg                                                      |
| Antrieb                  | 2× Pratt & Whitney Canada PW207D-Wellenturbinen mit je 426 kW |
| Hersteller               | Bell Helicopters (USA)                                        |
| Reichweite               | 730 km                                                        |
| Dienstgipfelhöhe         | 3.048 m                                                       |
| Höchstgeschwindigkeit    | 259 km/h                                                      |